# マシーラ島

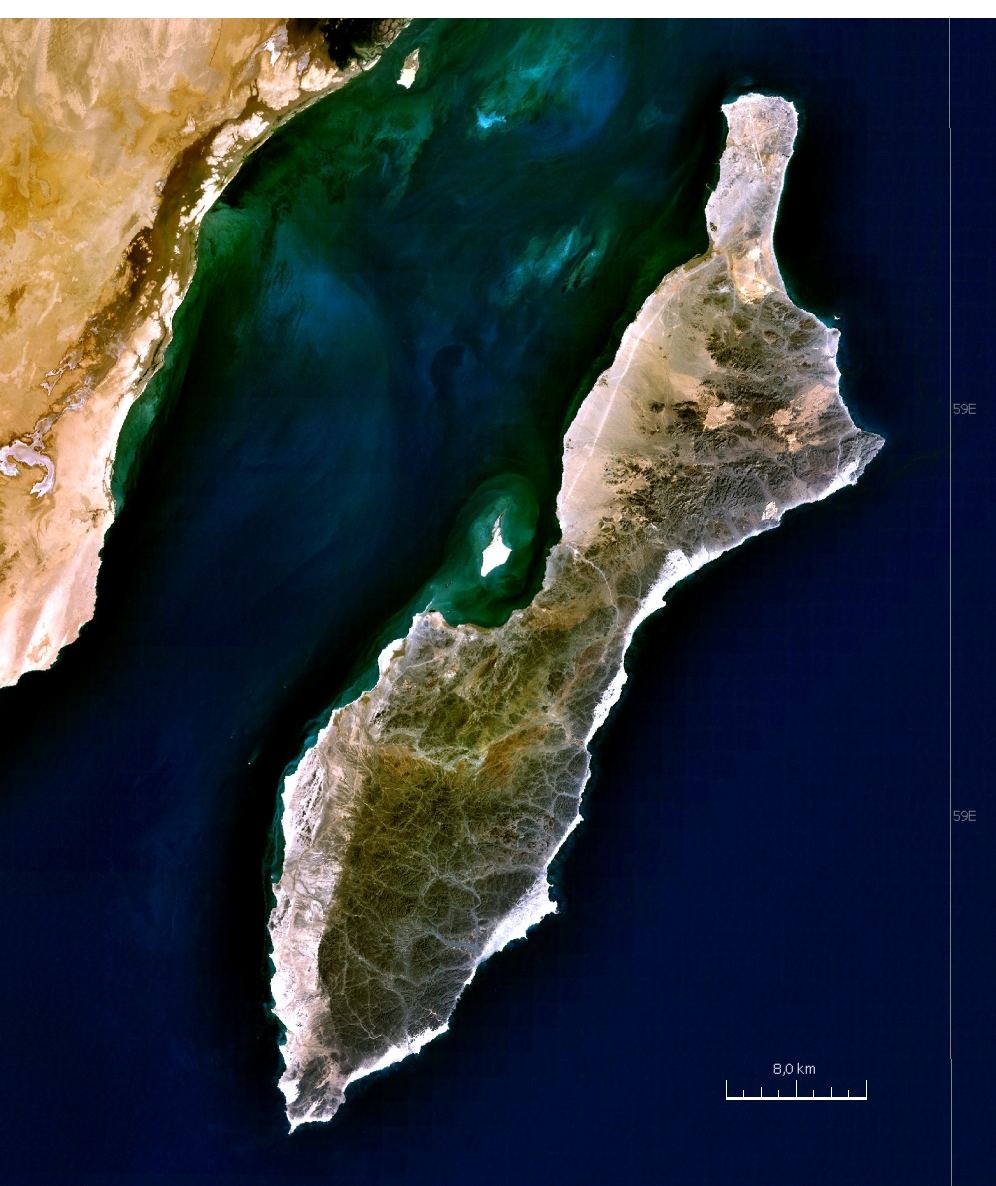
衛星画像

マシーラ島（マシーラとう、Masilah Island）は、オマーンの沖合19kmに位置する、長さ95km、幅約13km、面積649km2の島である。全体に岩だらけの山地が占め、砂漠もある。北に最高地点マドルブ山（標高256m）がある。周囲の水深は約10m、魚類が豊富で、主産業は漁業と伝統織物である。以前はダウ船も造られていた。人口は約1万2千人。2007年6月に60年ぶりに大きいサイクロンが襲った時は、7千人が島から一時退避した。
1930年代に英軍が小さな基地を設けた。第二次世界大戦時には米軍も基地を持った。1977年まで英空軍基地があったが、オマーン空軍に完全に引き渡された。